# Rozdělovací koeficient oktanol/voda
Rozdělovací koeficient oktanol/voda, značený Kow, je definován jako podíl rozpuštěných látek ve dvoufázovém systému rozpouštědel: oktanol (oktan-1-ol, někdy též n-oktanol) a voda. Tato rozpouštědla jsou vůči sobě omezeně mísitelná.
Tento poměr se vyznačuje pomocí rovnice: 
{\displaystyle K_{ow}={\frac {c_{o}}{c_{w}}}}
kde co je koncentrace látky v oktanolu a cw je koncentrace látky ve vodě.
Rozdělovací koeficient je laboratorně měřená vlastnost látky, je bezrozměrný a často se vyjadřuje pomocí log Kow nebo také log P. Poskytuje tendenci látky upřednostňovat nevodné (lipofilní balance) nebo vodné (hydrofilní balance) prostředí. Hodnoty log Kow  jsou obvykle mezi -3 (velmi hydrofilní) a +10 (extrémně hydrofobní).  Hodnota Kow záleží na okolních podmínkách (např.: pH, teplota, atd…), proto je důležité vždy správně tyto podmínky zaznamenat.

## Zjištění Kow
V nejjednodušším případě zjištění hodnoty vyžaduje přípravu roztoku analytu buď ve vodě nebo oktanolu, přidání druhého rozpouštědla, protřepání, umožnění separace fází a kvantifikaci koncentrací jakoukoli vhodnou analytickou metodou („metoda třepačky“). Vzhledem k tomu, že sloučeniny se značně liší svou rozpustností a analytickými vlastnostmi, tak se používají různé analýzy, jako jsou titrace, ultrafialová fotometrie, plynová chromatografie a jiné chromatografické techniky.

## Využití
Tento fyzikálně-chemický parametr se používá v hodnotících modelech pro predikci distribuce mezi složky životního prostředí, v rovnicích pro odhad bioakumulace u zvířat a rostlin a při předpovídání toxických účinků látky ve studiích QSAR.. Nicméně dostupnost spolehlivých hodnot Kow je stále problémem. Hodnoty Kow také poskytují dobrý odhad toho, jak je látka distribuována v buňce mezi lipofilní biomembránou a vodným cytosolem.